# Neohelota serratipennis
Neohelota serratipennis là một loài bọ cánh cứng trong họ Helotidae. Loài này được Ritsema miêu tả khoa học năm 1891.